# زینل‌خان (گیلانغرب)
زینل‌خان (گیلانغرب)، روستایی از توابع بخش مرکزی شهرستان گیلانغرب در استان کرمانشاه ایران است.
این روستا صدها سال محل سکونت طایفه بزرگ زینلخانی، نوادگان زینل‌خان از هفت برادر کلهر و از طوایف اصیل، قدیمی و شناسنامه‌دار کلهر بوده است که حدود ۲۵۰ تا ۳۰۰ سال پیش با کوچ دسته‌جمعی طایفه زینل‌خانی به منطقه دشت حسن‌آباد و سراب شیان و شهر اسلام آبادغرب، این روستا خالی از سکنه شد و امروزه طایفه حلاج از ایل خالدی کلهر در آن زندگی می‌کنند 
طایفه زینلخانی امروزه با جمعیتی چندهزار خانوار در شهرستان های اسلام آبادغرب و کرمانشاه ساکن هستند. این طایفه به همراه طایفه‌های گیلانی، شیانی، منصوری، کاظم‌خانی، آجودانی و قوچمی هفت طایفه اصلی و بنیان‌گذار ایل کلهر را تشکیل می‌دهند.
از تیره های مهم طایفه زینلخانی:
تیره حاجی زینل خان : نوادگان محمدشفیع ، محمدرحیم ، ولی ، سلیم ، نظر و رمضان که شامل خاندان زینلی ، دارابی ، امینی ، الفتی ، زینعلی ، نظری ، یاری حسن آبادی ، کرمی ، صادقی ، عالیبری ،  و... میباشد.
تیره امامعلی یا ایمگه : نوادگان نادعلی ، درویشعلی ، چراغعلی ، فتحعلی ، حسینعلی ، سیدمحمد و سید علی که شامل خاندان درساره ، درد دل ، صفری ، درویشی ، سیدی ، شیرمحمدی ، ریحان زاده ، علی پناه ، حیدری و... میباشد.
تیره فیضی یا عینل خان ؛ نوادگان فیض الله ، صادق خان و حسین خان که شامل خاندان فیضی هستند.

## جمعیت
این روستا در دهستان چله قرار دارد و براساس سرشماری مرکز آمار ایران در سال ۱۳۸۵، جمعیت آن ۹۰ نفر (۲۱خانوار) بوده‌است.